# Brachynomada thoracica
Brachynomada thoracica är en biart som först beskrevs av Heinrich Friese 1908.  Brachynomada thoracica ingår i släktet Brachynomada och familjen långtungebin. Inga underarter finns listade.